# Chrysotrichia tigacabanga
Chrysotrichia tigacabanga är en nattsländeart som beskrevs av Wells 1990. Chrysotrichia tigacabanga ingår i släktet Chrysotrichia och familjen smånattsländor. Inga underarter finns listade i Catalogue of Life.